# Fort Benning South
Fort Benning South é uma Região censo-designada localizada no estado americano de Geórgia, no Condado de Chattahoochee.

## Demografia
Segundo o censo americano de 2000, a sua população era de 11.737 habitantes.

## Geografia
De acordo com o United States Census Bureau tem uma área de
22,5 km², dos quais 22,2 km² cobertos por terra e 0,3 km² cobertos por água.

## Localidades na vizinhança
O diagrama seguinte representa as localidades num raio de 28 km ao redor de Fort Benning South.